# André Béguin
Pour les articles homonymes, voir Béguin.
André Béguin, né le 28 avril 1927 à Blois et mort le 24 septembre 2021 à Paris, est un graveur, éditeur, imprimeur, dessinateur, romancier et historien des techniques de l'estampe français. Il est principalement connu pour ses dictionnaires et en particulier le Dictionnaire technique de l'estampe qui fait référence dans le domaine de l'estampe. Il a également publié des romans et une relation de la bataille de Sedan, parue en 2017 et accompagnée d'autres ouvrages sur la guerre de 1870.

## Biographie
André Béguin naît en 1927 à Blois. La famille d'André Béguin s'installe à Montpellier alors qu'il a six ans. Il y étudie jusqu'à son entrée à l'école des Beaux-Arts de la ville en 1947, dans la classe du sculpteur Lelouët. En 1950 il est admis à l'École nationale supérieure des beaux-arts de Paris où il est l'élève du peintre Souverbie. Plus tard, il s'intéresse aussi à la gravure et met au point une méthode de grainage qu'il développe dans son ouvrage L'aquatinte à l'aérographe (1975. Édition en anglais en 1980). Il pratique également beaucoup l'eau-forte et ses gravures à la pointe sèche possèdent une grande « richesse dans son vocabulaire graphique ».
À partir de 1974, André Béguin cesse de peindre et de graver et entame la rédaction de trois grands dictionnaires techniques sur l'estampe, le dessin et la peinture avec la particularité qu'ils ne sont pas uniquement destinés aux artistes mais également aux artisans : le Dictionnaire technique de l'Estampe (1975, en 3 volumes, nouvelle édition en 1998 en un seul volume) ; le Dictionnaire technique du Dessin (1978, deuxième édition en 1995) et le Dictionnaire technique de la Peinture (paru d'abord en 6 volumes de 1978 à 1984, puis en 2009, en un seul volume de 800 pages). Bien qu'il commence par le Dictionnaire technique du dessin, c'est le Dictionnaire technique de l'estampe qui est publié en premier, en 1975. D'abord éditée en trois volumes, l'édition de 1998 n'en comporte qu'un ; il fait référence en France et est publié en anglais en 2000. Le Dictionnaire technique du dessin paraît en 1978 et le premier volume de celui de la peinture également — les cinq autres le seront entre 1978 et 1984. À partir de 2000, les Éditions André Béguin sont reprises par son fils Frédéric Béguin (Éditions Myg, Bruxelles).
En 1981, André Béguin ouvre un atelier - magasin - galerie, au 2 rue Danville à Paris, où l'on peut trouver fournitures et renseignements pour la gravure et la lithographie. Il y expose de nombreux artistes jusqu'en 2005. Membre du Comité national de la gravure française, André Béguin donne les cours de Techniques de l'estampe à l'École du Louvre de 1985 à 1993. Il est président de la Jeune Gravure contemporaine, de 2000 à 2004.
En 1994 paraît aux Éditions Gallimard, le roman d'André Béguin Le Concerto d'Elgar, dont le thème est la difficulté de la création chez l'artiste. L'année suivante, l'auteur propose un autre roman dont l'action se déroule durant la guerre de 1870, mais Teresa Cremisi, alors bras droit d'Antoine Gallimard, donne comme raison à l'auteur du refus de son manuscrit « une méticulosité d'historien » qui empêche la narration de « prendre un élan ». L'auteur a à cette époque beaucoup de difficultés à accepter cette observation, qui aurait pourtant dû l'orienter. Et ce n'est qu'en 2004 qu'il reprend l'étude de la guerre de 1970, mais sous son aspect essentiellement historique et militaire. La Bataille de Sedan (Avant la bataille - La bataille - Après la bataille) paraît en 2017, préfacée par Jean Tulard, pour qui cette relation est « désormais l'ouvrage de référence sur les combats de 1870 ».
La Bataille de Sedan est accompagnée de deux autres ouvrages : Le Mémento pour l'étude de 1870-1871, qui regroupe et analyse les différents travaux sur cette période de notre histoire (relations, chronologies, rapports, enquêtes, récits, procès, journaux, bibliographies…), et Les Origines de la guerre de 1870, avec la presse de l'époque, qui est une recherche sur les véritables causes du conflit avec l'Allemagne, expliquées avec une revue quotidienne des journaux de l'époque disponibles sur le site Gallica de la Bibliothèque nationale de France. Le tome I des Origines de la guerre (La candidature Hohenzollern : 1er juillet - 11 juillet) a paru en mai 2018 ; le tome II (La demande de garanties : 12 juillet - 15 juillet) a paru en 2019.
André Béguin meurt le 24 septembre 2021 à Paris et est enterré au cimetière du Montparnasse.

## Publications

### Ouvrages sur les arts graphiques
- Dictionnaire technique de l'Estampe, Éditions André Béguin, 1975-1977 (3 vol. édition manuscrite). Nouvelle édition en 1998, 1 vol. 21 29cm, 340 p. (ISBN 978-2-903319-02-1).
  - (en) A Technical Dictionary of print making, Traduction Allen J. Grieco, Éditions André Béguin, 1981-1983 (3 vol.). Nouvelle édition en 2000, 1 vol. 21 29cm, 390 p.  (ISBN 2-903319-12-X).
- Dictionnaire technique du Dessin, 1978, Éditions Vander, Bruxelles. Nouvelle édition en 1995, 1 vol. 22 28cm, 592 p.  (ISBN 978-2-8008-0062-2).
- Dictionnaire technique de la Peinture, Éditions André Béguin, 1978-1984 (6 vol.). Nouvelle édition en 2009, 1 vol. 17 25cm, 800 p.  (ISBN 978-2-903319-28-1).
- L'Aquatinte à l'aérographe (nouveau procédé de gravure au grain), Éditions André Béguin, 1975. Nouvelle édition 1986, 1 vol. 14,5 20.5cm, 93 p.  (ISBN 2-903319-19-7).
  - (en) A Treatise on Aquatint, Traduction Allen J. Grieco et Sara F. Matthews-Grieco, Éditions André Béguin, 1980, 1 vol. 14,5 20.5cm, 89 p.  (ISBN 2-903319-10-3).
- Mémento pratique de l'artiste peintre (les produits, les préparations, les techniques), Éditions André Béguin, 1979. Nouvelle édition en 2009, 1 vol. 14,5 20.5cm, 175 p.  (ISBN 978-2-903319-08-3).

### Roman
- Le concerto d'Elgar, éditions Gallimard, 1994  (ISBN 2070736547).

### Ouvrages sur la guerre de 1870
- La Bataille de Sedan, Édition Myg, Bruxelles, 2016. Préface de Jean Tulard, de l'Institut, 534 p.  (ISBN 978-2-903319-31-1).
- Mémento pour l'étude de la guerre de 1870-1871, Édition Myg, Bruxelles, 2016, 215 p.  (ISBN 978-2-903319-30-4).
- Origines de la guerre de 1870-1871. Avec la presse de l'époque, 2 vol., Édition Myg, Bruxelles, 2017.
  - Tome I : La candidature Hozenhollern : 1er juillet-11 juillet  (ISBN 978-2-903319-32-8).
  - Tome II : La demande de garanties : 12 juillet-19 juillet  (ISBN 9782903319335).

## Gravures
André Béguin a réalisé de nombreuses gravures, au burin, à l'eau-forte, en vernis mou, et surtout à la pointe sèche. Il a aussi réalisé des lithographies. La Bibliothèque nationale de France conserve plus d'une quarantaine de ses œuvres (datées de 1973 à 2002), ainsi qu'une trentaine d'estampes d'autres artistes qu'il a imprimées.
Il a également illustré des romans comme Fondation et Seconde Fondation d'Isaac Asimov (éd. Culture, art, loisirs, 1974) et le Catalogue d'Oiseaux d'Olivier Messiaen (Alphonse Leduc Ed., 1964).